# Chrpa latnatá

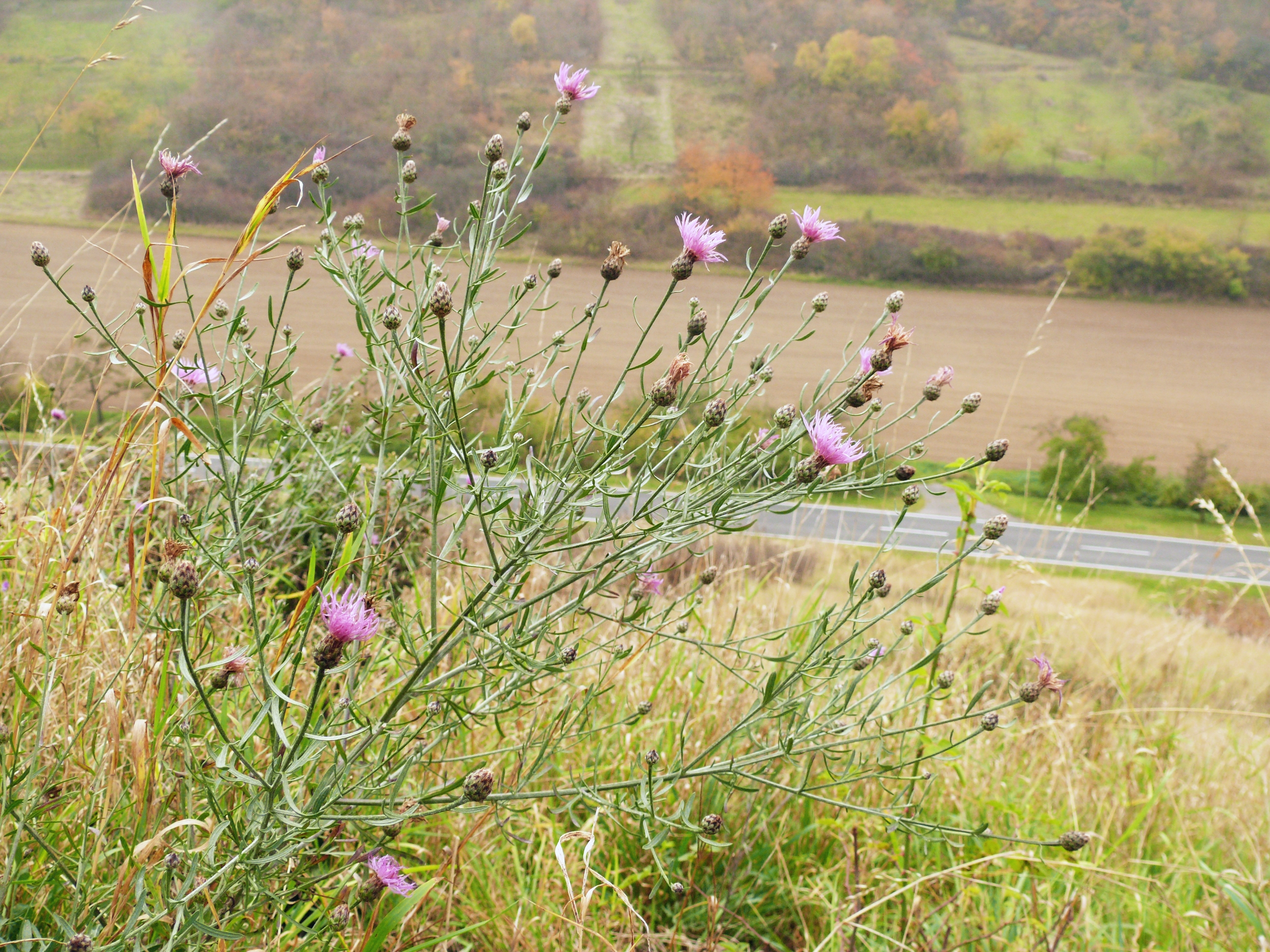
Statná rostlina chrpy latnaté

Chrpa latnatá (Centaurea stoebe) je středně vysoká, nafialověle kvetoucí, planě rostoucí rostlina. Často vyrůstá na sušších travnatých stráních. Je původní rostlinou české přírody, jeden z více než dvaceti druhů rodu chrpa, které v Česku vyrůstají.

## Rozšíření
Rostliny tohoto druhu jsou původní a rostou převážně v Evropě, hlavně ve střední a ve východní až po Ural. Druhotně byly zavlečeny do Severní Ameriky, Austrálie i do Tichomoří. V České republice se vyskytují od nížin až do podhůří, v teplých oblastech je lze nalézt roztroušeně až hojně, v chladnějších jen na antropogenních stanovištích.
Chrpa latnatá se velmi rozšířila ve Spojených státech, v mnoha tamních státech je považována za významný invazní druh a byla přijata opatření na její potlačení.

## Ekologie
Světlomilný a teplomilný druh rostoucí na lesostepních loukách, skalách, sutích, v lomech i pískovnách a na silničních i železničních náspech. Vyhledává stanoviště s nepříliš hustou vegetaci a s propustnou zeminou na zásaditém podloží. Svým dlouhým kořenem dokáže získávat vodu a ostatní potřebné živiny, uložené hluboko pod povrchem. Uspokojivě proto roste i na půdách chudých na vláhu a živiny.

## Popis
Dvouletá nebo krátce víceletá bylina s hranatou, tuhou, pavučinatě chlupatou lodyhou vysokou okolo 0,3 až 0,6 m, která se zpravidla již odspodu větví. Z hlubokého a rozvětveného vřetenovitého kořene vyrůstá prvým rokem růžice přízemních listů, které bývají v době kvetení již suché. Teprve druhým rokem se objevují hustě olistěné květné lodyhy. Přízemní listy s krátkými řapíky bývají dlouhé 6 až 15 cm, v obryse eliptické až obkopinaté, dvakrát peřenosečné a mají úzké, kopinaté úkrojky. Lodyžní listy jsou přisedlé, šedě zelené a porostlé drsnými nebo pavučinatými chlupy. Jejich úkrojky jsou čárkovité, po obvodě podvinuté a na konci špičaté.
Na koncích lodyžních větví vyrůstají drobnější květní úbory, skládající latovité nebo hroznovité květenství. Úbory mívají v průměru 2 až 2,5 cm a bývají světle růžové, růžové, světle fialové, nachové nebo zřídka bílé. Na květním lůžku vyrůstají jak středové, tak okrajové trubkovité květy s paprskující korunou. Zákrov je okrouhle vejčitý, jeho světle zelené, vejčité listeny mají pět podélných žilek a v horní části třepenitý přívěsek s tmavou skvrnou. Kvete v červnu až srpnu, opylování zajišťuje hmyz. Plody jsou obvejčité nažky s krátkým, víceřadým chmýrem.

## Rozmnožování
Rostlina se rozmnožuje výhradně semeny (nažkami), kterých vyprodukuje velké množství. Semena jsou odnášena větrem na velkou vzdálenost, mohou se šířit i v srsti živočichů, na zemědělských strojích nebo v seně. Po dozrání jsou schopná ihned vyklíčit, uložená v půdě si podržují životaschopnost i sedm let.

## Variabilita
Chrpa latnatá se vyskytuje ve dvou variantách lišících se úrovni ploidie. Diploidní rostliny jsou dvouleté, kvetou jen jednou za život a vyskytují se nejčastěji na přirozených stanovištích, kdežto tetraploidní jedinci jsou krátce vytrvalí, kvetou vícekrát a osídlují převážně sekundární stanoviště.

## Galerie

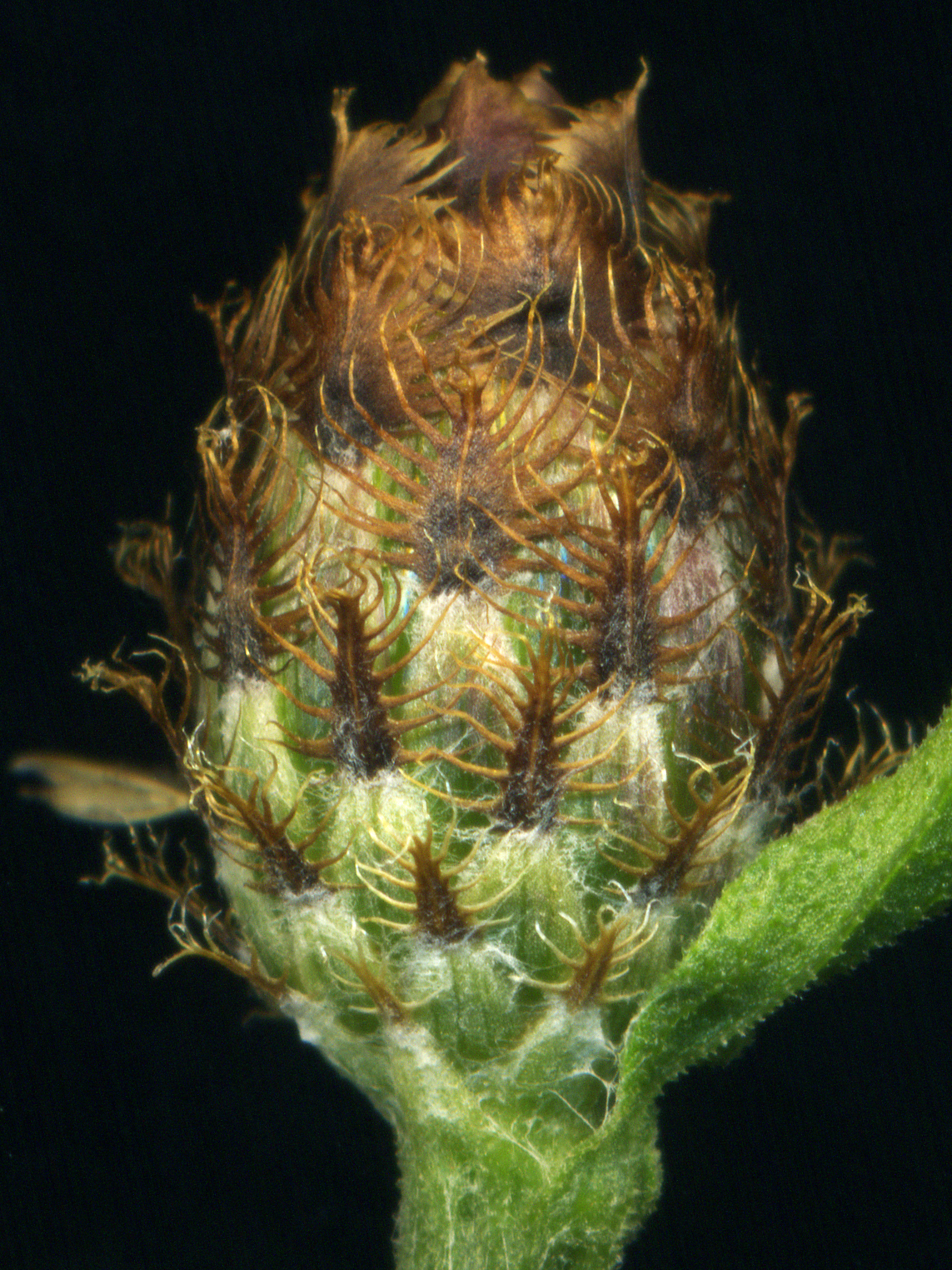
Úbor chráněný zákrovem